# گارسیاویل (تگزاس)
گارسیاویل (به انگلیسی: Garciasville) یک منطقهٔ مسکونی در ایالات متحده آمریکا است که در شهرستان استار، تگزاس واقع شده‌است. گارسیاویل ۱٫۳ کیلومتر مربع مساحت و ۴۶ نفر جمعیت دارد و ۴۳ متر بالاتر از سطح دریا واقع شده‌است.